# Liste der Bodendenkmale in Nemsdorf-Göhrendorf
In der Liste der Bodendenkmale in Nemsdorf-Göhrendorf sind alle Bodendenkmale der Gemeinde Nemsdorf-Göhrendorf und ihrer Ortsteile aufgelistet. Grundlage ist die Veröffentlichung der Landesdenkmalliste mit Stand vom 25. Februar 2016.  Die Baudenkmale sind in der Liste der Kulturdenkmale in Nemsdorf-Göhrendorf aufgeführt.
| Denkmal-ID | Fundart            | Ortsteil | Bezeichnung                    | Zeitstellung | Lage                                                    | Bemerkungen                                                                            | Bild |
| ---------- | ------------------ | -------- | ------------------------------ | ------------ | ------------------------------------------------------- | -------------------------------------------------------------------------------------- | ---- |
| 428300275  | Befestigung > Burg | Nemsdorf | Wallburg, vermutete Wehranlage | undatiert    | am östlichen Ortsrand, östlich der Straße „Wahlberg“ () | Obertägig sind keine signifikanten Strukturen mehr erkennbar, keine Ausmaße erfassbar. |      |